# Guzmania berteroana
Guzmania berteroana là một loài thực vật có hoa trong họ Bromeliaceae. Loài này được (Schult. & Schult.f.) Mez mô tả khoa học đầu tiên năm 1896.